# David Johnston
David Johnston (født 28. juni 1941 i Greater Sudbury, Ontario) er en canadisk akademiker, forfatter og statsmand, som var Canadas generalguvernør fra 2010 til 2017.
I 2010 blev han udpeget af premierminister Stephen Harper til at blive den næste generalguvernør, da Michaëlle Jean trådte tilbage.